# Покровська церква (Годунівка)
Церква Покрови Пресвятої Богородиці — це мурований храм, зведений у XVIII столітті в селі Годунівка на Глухівщині.

## Історія
Згідно «Списку наявних у Малоросійській губернії селищ 1799 - 1801 років» село Годунівка наприкінці XVIII століття мало статус села, що вказує на наявність церкви. Тоді в ньому мешкало 100 душ. Перша церква в ім'я Покрова Пресвятої Богородиці була споруджена в 1736 році. Будівничою храму, згідно місцевих переказів, виступала «бариня Туманова (чи Туманська)». Очевидно, це представниця відомого роду козацьких старшин Туманських. За іншими даними, церкву зведено у 1771 році І.П. Коробкою
До церковного приходу, окрім Годунівки, входили також села Хотминівка, Москаленкове та Клочківка. В Центральному державному історичному архіві України зберігаються сповідний розпис Покровської церкви за 1770 та за 1778 роки. Свято-Покровська церква була закрита після приходу до влади більшовиків у 1917 році. Офіційна позиція влади - через відсутність священика та віруючих. За часів німецької окупації в 1942 році менше року в храмі здійснювались богослужіння. Після визволення України православний храм функціонував й надалі. У травні 1946 року віруючими села за підписом 347 осіб до Виконавчого комітету Сумської обласної ради депутатів трудящих подано клопотання про відкриття церкви, завірене головою та секретарем сільради. У липні того ж року заяву знову повторили за підписом 20 чоловік. Двічі годунівці приїжджали до м. Суми у 1946 році з клопотанням про відкриття церкви.  Ініціатором відкриття церкви став староста громади віруючих Олексій Золотарев (нар. 1888). Він працював колгоспником, у минулому був селянином-середняком, мешкав у селі Рокитне. Згодом виїхав із села. Громада віруючих на той час складалася з 20 осіб. У 1946 році офіційно було проведено кілька служб та одна панахида. Для цього запрошувався священик із с. Берези і з Конотопу.
Питання майже рік вивчали фахівці відділу Сумської обласної ради, що займався справами православної церкви, а потім передали до республіканської влади. Довідка була завірена Уповноваженим Ради у справах православної церкви при Сумському облвиконкомі Т. Носуленком. У квітні 1947 року Уповноважений Ради у справах православної церкви при Раді Міністрів СССР по Українській ССР П. Ходченко, підтримуючи рішення Сумського облвиконкому, надіслав рішення та висновок по клопотанню на розгляд і остаточне рішення цього питання до Ради у справах православної церкви при Раді Міністрів СССР у Москві. Виходячи з того, що приміщення церкви перебувало в нормальному стані, звернення годунівців обласні владці задовольнили за умови проведення поточного ремонту. Підписали документ Голова та Секретар Виконкому Сумської облради депутатів трудящих: А. Абрамов та П. Четверик.
У 1960 році церкву знову закрили. За часи запустіння храм прийшов до аварійного стану. У 2000 році розпочалась реконструкція храму: будівельні роботи здійснювали за кошти ТОВ «Велетень».

## Опис
Мурована Покровська церква у с. Годунівка - має виразні риси барокової стилістики. Вона унікальна пам'ятка регіону. Важливим джерелом інформації з історії годунівської церкви є метричні книги, що зберігаються в фондах ЦДІАК та ДАСО. Найстаріша з них датується 1781 роком, найпізніша – 1918 роком. Сторожки біля церкви у 1946 році не було.
Згідно з даними «Календаря Чернігівської єпархії на 1891 рік» (у розділі «Список чудотворних та особливо шанованих ікон у межах Чернігівської єпархії») говориться про Смоленську ікону Божої Матері (чудотворну), що знаходилася в Покровській церкві с. Годунівка.
Церква має хрестоподібну форму з одним великим і чотирма сусідніми малими куполами. Куполи мають особливість – вони чотирьохскатні і з плескатою верхівкою. За період свого існування храм багато разів перебудовувався. В радянські часи верхи були знищені та збитий декор.